# Ann De Brabandere
Pour les articles homonymes, voir De Brabandere.
Ann De Brabandere, née le 8 mai 1962, est une judokate belge.

## Carrière
Ann De Brabandere est médaillée de bronze dans la catégorie des moins de 61 kg aux Championnats d'Europe féminins de judo 1985 à Landskrona et médaillée d'argent dans cette même catégorie aux Championnats d'Europe féminins de judo 1986 à Londres.